# Tang Qunying
Tang Qunying, född 1871, död 1937, var en kinesisk revolutionär och feminist. Hon var medlem (som första kvinna) i den revolutionära rörelsen Tongmenghui, som medverkade till att störta kejsardömet 1911. Hon är också välkänd som pionjär i den kinesiska kvinnorörelsen som grundare och ordförande av Kinas första förening för kvinnlig rösträtt, Nüzi chanzheng tongmenghui (1912–1913).